# Largoplacismo
El largoplacismo es una postura ética que aboga por la necesidad de mejorar el futuro a largo plazo. Es un concepto importante dentro del altruismo eficaz, ya que apunta a reducir los riesgos existenciales que amenazan a la humanidad.
Según Sigal Samuel, las tesis fundamentales del largoplacismo son las siguientes: «moralmente, la gente del futuro importa tanto como la gente de hoy en día; [...] es probable que en el futuro viva más gente que la que vive en el presente o ha vivido en el pasado; [...] podemos influir de forma positiva en las vidas de la gente del futuro». Estas tres ideas, adoptadas conjuntamente, sugieren que aquellos que viven hoy son responsables de que las generaciones futuras logren sobrevivir y prosperar.

## Definición
En su libro What We Owe the Future, el filósofo William MacAskill define el largoplacismo como «la idea de que ejercer una influencia positiva a largo plazo sobre el futuro es una prioridad moral fundamental de nuestra época».: 4  También lo distingue del largoplacismo fuerte: «la idea de que ejercer una influencia positiva a largo plazo sobre el futuro es la prioridad moral fundamental de nuestra época».
En su libro The Precipice: Existential Risk and the Future of Humanity, el filósofo Toby Ord describe el largoplacismo del modo siguiente: «el largoplacismo [...] se ocupa especialmente de los efectos que a largo plazo tienen nuestras acciones sobre el futuro. Toma en serio el hecho de que nuestra generación no es más que una página en una historia mucho más larga, y de que es posible que nuestro papel fundamental sea cómo dirigimos esa historia, o cómo fracasamos en dirigirla. Trabajar para salvaguardar el potencial de la humanidad es un camino para alcanzar un efecto que sea perdurable y también puede haber otros».: 52–53 Además, Ord indica que «el largoplacismo es animado por una reorientación moral hacia el inmenso futuro que los riesgos existenciales amenazan con destruir».: 52–53 
Dado que para analizar el riesgo existencial, en general, no es viable usar técnicas de investigación tradicionales, como los ensayos controlados con distribución aleatoria, investigadores como Nick Bostrom han utilizado métodos tales como el recurso a la opinión de los expertos para evaluar su importancia. Ord conjetura la probabilidad de diversos riesgos existenciales en The Precipice.: 167 

## Historia
El término «largoplacismo» es un calco del inglés long-termism. Long-termism fue introducido en contextos económicos a fines del siglo XX, junto con el término opuesto «short-termism» («cortoplacismo»), para designar modos opuestos de implementar estrategias de inversión. En el año 2017 fue adoptado por los filósofos William MacAskill y Toby Ord para designar un conjunto de teorías que desarrollan algunas ideas presentes en los trabajos de Derek Parfit, Jonathan Schell, Nick Bostrom y Nick Beckstead, entre otros.
Aunque la sistematización del largoplacismo es relativamente reciente, algunos aspectos del mismo han ocupado el pensamiento humano desde hace siglos. La constitución oral de la Confederación Iroquesa, la Gayanashagowa, estipula que los jefes deben promover el bienestar «no sólo de la generación presente, sino de las generaciones venideras [...], de aquellos que aún no han nacido y que son la nación futura», lo cual se ha interpretado en el sentido de que las decisiones deben tomarse teniendo en cuenta el interés de las siete generaciones siguientes.

## Comunidad
El influjo de las ideas largoplacistas ha dado origen a una comunidad de individuos y organizaciones que trabajan para proteger los intereses de las generaciones futuras. Algunas organizaciones largoplacistas son el Centre for the Study of Existential Risk, de la Universidad de Cambridge, el Future of Humanity Institute y el Global Priorities Institute, ambos de la Universidad de Oxford, 80,000 Hours, Open Philanthropy, el Future of Life Institute, la Forethought Foundation, y Longview Philanthropy.

## Implicaciones prácticas
Los investigadores que estudian el largoplacismo convienen en que se puede mejorar el futuro lejano de dos formas: «evitando catástrofes permanentes, asegurando con ello que la civilización no se extinga, o cambiando la trayectoria de la civilización, para mejorarla durante todo el tiempo que dure [...] A grandes rasgos, asegurar la supervivencia incrementa la cantidad de la vida futura; los cambios de trayectoria incrementan su calidad».: 35–36 

### Riesgos existenciales
Por «riesgo existencial» se entiende «un riesgo que amenaza con destruir el potencial que la humanidad podría realizar a largo plazo»,: 59  es decir, no sólo el riesgo de extinción humana, sino también el que pudiera llevar a una catástrofe social. Ejemplos de riesgo existencial son el riesgo de guerra nuclear, el de pandemias naturales o provocadas por el hombre, el de colapso climático, el de totalitarismo global permanente y el de nuevas tecnologías como la inteligencia artificial y la nanotecnología.: 213–214  La reducción de cualquiera de estos riesgos podría mejorar significativamente el futuro lejano al incrementar la cantidad y la calidad de las vidas futuras. Algunos largoplacistas sostienen que la humanidad se encuentra actualmente en un momento crucial de su historia, debido a la urgencia de estos riesgos y al hecho de las diversas maneras de afrontarlos podrían dar una forma definitiva al futuro.: 3–4 
Los partidarios del largoplacismo han señalado que la humanidad destina anualmente menos del 0.001% del producto bruto mundial a causas largoplacistas (es decir, actividades cuyo fin declarado sea ejercer una influencia positiva sobre el futuro lejano). Esta cantidad equivale a un número inferior al 5% de lo que se gasta anualmente en helados sólo en los Estados Unidos, en vista de lo cual Toby Ord propone que «empecemos por gastar más en proteger el futuro de lo que gastamos en helados, y entonces decidamos hacia donde dirigirnos».: 58, 63 

### Cambios de trayectoria
Los riesgos existenciales son ejemplos extremos de lo que los expertos denominan «cambios de trayectoria». Pero podría haber otras formas positivas de incidir en el decurso del futuro. El economista Tyler Cowen afirma que elevar el índice de crecimiento económico es una de las prioridades morales más importantes de nuestra época, porque con ello habrá más riqueza para las generaciones futuras. Otros investigadores creen que algunos cambios positivos de trayectoria podrían resultar de los esfuerzos por mejorar instituciones como los gobiernos nacionales y los organismos que fomentan las relaciones internacionales.
Otra forma de lograr un cambio de trayectoria es cambiando los valores de la sociedad. William MacAskill sostiene que la humanidad no debe esperar que los cambios positivos de valor ocurran por sí solos. Por ejemplo, la mayoría de los historiadores no cree hoy que la abolición de la esclavitud fuera moral o económicamente inevitable. Al contrario, Christopher Leslie Brown, en su libro Moral Capital, llama la atención sobre el hecho de que una revolución moral volvió la esclavitud inaceptable en una época en que aún generaba grandes beneficios económicos. Según MacAskill, es posible que la abolición sea un momento crucial en la historia de la humanidad, siendo también muy improbable que la práctica vuelva a tener gran predominio. Es por ello que fomentar cambios positivos de valor en la sociedad es una forma en que la generación presente puede ejercer una influencia benéfica en el futuro lejano.

### La importancia de nuestra época
En su libro Reasons and Persons, Derek Parfit ha señalado que «vivimos en el momento crucial de la historia». Ésta es una tesis que los largoplacistas defienden: William MacAskill, por ejemplo, declara que «el destino a largo plazo del mundo depende en parte de las decisiones que tomemos en el curso de nuestras vidas»,: 6 dado que «la sociedad aún no se ha cristalizado en un estado estable y tenemos la posibilidad de influir en qué clase de estado estable hemos de vivir».: 28 
Sólo en épocas relativamente recientes se han descubierto medios con los que es posible ejercer una influencia deliberada sobre el futuro a largo plazo. Por un lado, desarrollos tecnológicos tales como las armas nucleares han dado a la humanidad, por primera vez en su historia, el poder de destruirse a sí misma. La existencia y prosperidad de las generaciones futuras dependen de que la humanidad logre evitar la autodestrucción. Por otro lado, los progresos hechos en las ciencias físicas y sociales han otorgado a la humanidad la habilidad de predecir con mayor precisión algunos de los efectos que a largo plazo tienen nuestras acciones.
MacAskill también advierte que la época actual es excepcional en la medida en que «abarca una cantidad extraordinaria de cambios»,: 26 tanto en lo que se refiere al pasado (en que el progreso económico y tecnológico era más bajo) como al futuro (dado que los índices de crecimiento actuales no pueden mantenerse constantes sin alcanzar rápidamente los límites físicos).: 26–28 

## Consideraciones teóricas

### Teoría moral
Varias teorías morales justifican las tesis largoplacistas. El utilitarismo, en la medida en que propugna el mayor bien para el mayor número, puede incorporar al largoplacismo, ya que las generaciones futuras representan la gran mayoría de todos los seres humanos que podrían llegar a existir. Las teorías morales consecuencialistas, en general, pueden simpatizar con el largoplacismo, porque aquello que tiene valor moral para la teoría —sea esto lo que fuere— probablemente existirá en mayor cantidad en el futuro que en el presente.

También otras concepciones morales no consecuencialistas pueden conciliarse con el largoplacismo. Toby Ord, por ejemplo, considera que la responsabilidad de la generación presente para con las generaciones futuras emana de los trabajos y sacrificios hechos por las generaciones pasadas:: 42 
Dado que la flecha del tiempo hace que sea más fácil ayudar a la gente que te sucede que a la gente que te precede, puede que el mejor modo de entender la colaboración entre generaciones sea asimétrico, fluyendo los deberes hacia adelante—pagando hacia adelante. Viéndolo así, es posible que nuestros deberes respecto de las generaciones futuras tengan su fundamento en el trabajo que nuestros ancestros hicieron cuando las generaciones futuras éramos nosotros.

### El valor de los efectos sobre el futuro
En su libro What We Owe the Future, William MacAskill examina cómo es posible dar forma al curso de la historia. Para determinar el valor que un evento determinado pueda tener a largo plazo, MacAskill introduce un marco conceptual que comprende tres variables: significación, persistencia y contingencia.: 31–33 La significación es «el valor medio que se añade al introducir un nuevo estado de cosas», la persistencia es «la duración de ese estado de cosas, una vez introducido», y la contingencia refiere a «la medida en que un estado de cosas depende de un pequeño número de acciones específicas».: 32  MacAskill también reconoce la incertidumbre, tanto moral como empírica, que en general impregna al largoplacismo e indica algunas recomendaciones que pueden guiar los intentos de mejorar el futuro a largo plazo: llevar a cabo acciones que sean buenas en múltiples posibles escenarios (como promover tecnologías limpias), elegir vías de acción que abarquen la mayor cantidad de opciones (por ejemplo, la mayor diversidad de culturas), fomentar un mejor entendimiento del futuro, evitar los daños colaterales, etc.

### Ética de la población
La ética de la población desempeña un papel importante en el pensamiento largoplacista. Algunos defensores del largoplacismo aceptan la perspectiva total de la ética de la población, según la cual es bueno hacer que exista gente feliz, si todo lo demás es igual. Adoptar esta perspectiva da fuerza a los argumentos en favor del largoplacismo, porque la circunstancia de que pueda haber un número enorme de gente en el futuro implica que haya un valor extraordinario en todo aquello que pueda mejorar estas vidas o, sobre todo, hacerlas posibles.

### Otros seres sentientes
El largoplacismo suele citarse en discusiones sobre los intereses de las generaciones humanas futuras. Sin embargo, algunos de sus partidarios extienden la teoría del valor moral a los intereses de otros seres que tienen la capacidad de sentir. Desde este punto de vista, abogar por el bienestar de los animales podría ser extremadamente importante para el largoplacismo, porque una norma que tenga en cuenta el sufrimiento de la vida no humana podría persistir indefinidamente si se difundiera suficientemente.

### Índice de descuento
El largoplacismo tiende a aplicar un índice bajo de descuento social al considerar el valor moral que tiene el futuro a largo plazo. En el modelo de crecimiento Ramsey usado en economía, el descuento social {\displaystyle \rho } se obtiene con la fórmula:
{\displaystyle \rho =\eta g+\delta ,}
donde {\displaystyle \eta } es la elasticidad de utilidad marginal con respecto al consumo, {\displaystyle g} es el índice de crecimiento y {\displaystyle \delta } es una cantidad que combina el »índice de catástrofe» (que descuenta por el riesgo de que no ocurran beneficios futuros) y la pura preferencia temporal (que arbitrariamente otorga menos valor a los beneficios futuros que a los presentes). Ord argumenta que una preferencia temporal distinta de cero es injustificada, ya que las generaciones futuras tienen la misma importancia para la ética que la generación presente. Además, {\displaystyle \eta } sólo se aplica a beneficios económicos, no morales, pues se basa en una utilidad marginal de consumo que disminuye. Por lo tanto, el único factor que podría afectar al índice de descuento es el índice de catástrofe, o el nivel de riesgo existencial.: 241–245 
Andreas Mogensen, por el contrario, afirma que un índice positivo de pura preferencia temporal {\displaystyle \delta } puede justificarse por cuestiones de afinidad. La ética del sentido común nos permite ser parciales con quienes tenemos relaciones más estrechas, de modo que también «podemos dar menos importancia al bienestar de cada generación sucesiva que al de aquella que la precede».: 9  Este punto de vista, que se denomina «temporalismo», afirma que «la proximidad temporal [...] intensifica ciertos deberes morales, entre ellos el deber de salvar [vidas]».

## Críticas

### Incertidumbre
Una objeción al largoplacismo es que se vale de predicciones de los efectos de nuestras acciones en horizontes temporales muy alejados del presente, las cuales son muy difíciles, si no imposibles. En respuesta a esta observación, los pensadores del largoplacismo han tratado de identificar eventos de «fijación de valores»: eventos tales como la extinción humana, sobre los cuales podemos ejercer nuestra influencia a corto plazo, pero que tendrían efectos futuros predecibles y permanentes.

### Cambio de prioridades
Otra crítica señala que el largoplacismo puede llevar a restarle prioridad a otros problemas más inmediatos. Algunos críticos afirman que concebir el futuro de la humanidad en términos largoplacistas implica quitar importancia a los efectos económicos que en el futuro cercano podría acarrear el cambio climático. Otros temen incluso que ideas largoplacistas como el dominio de la naturaleza y el incremento de la productividad económica puedan empeorar la crisis climática y justificar otras acciones perniciosas en nombre de supuestas cantidades astronómicas de valor futuro. El antropólogo Vincent Ialenty ha argumentado que para evitar estos resultados, las sociedades deberían adoptar «un largoplacismo con más textura, más aspectos y más dimensiones que desafíe los silos de información insulares y las cámaras de ecos disciplinarias».
Los partidarios del largoplacismo replican que aquellas acciones que son buenas para el futuro lejano suelen serlo también para el futuro cercano. Un ejemplo de ello son las precauciones que se toman contra las pandemias: prepararse para las peores pandemias imaginables —aquellas capaces de hacer que la humanidad se extinga— puede también ayudar a mejorar el sistema de salud actual. Fondos para la investigación y la innovación de antivirales, vacunas, y equipos individuales de protección, así como la presión ejercida sobre los gobiernos para tomar precauciones contra las pandemias, pueden ayudar a prevenir enfermedades de menor importancia que amenacen la salud de la gente que vive actualmente.

### Apuestas arriesgadas
Otra objeción señala que el largoplacismo tiende a aceptar apuestas con bajas probabilidades y enormes ganancias, en lugar de aceptar apuestas más seguras con ganancias moderadas (siempre que el valor esperado sea mayor). Desde una perspectiva largoplacista, parece que si la probabilidad de un riesgo existencial es muy baja, pero el valor del futuro es extremadamente alto, entonces conviene trabajar para reducir el riesgo, aunque sea ínfimamente, porque el valor esperado sería alto. El problema puede ilustrarse con el denominado «asalto de Pascal», en el cual se saca ventaja de un individuo dispuesto a maximizar el valor esperado mediante el aumento exagerado de una recompensa altamente improbable.
Los defensores del largoplacismo han contestado de muy diversas formas a esta objeción, desde aquellos que aceptan sus consecuencias hasta los que niegan que el largoplacismo se apoye en probabilidades bajísimas, dado que las probabilidades de riesgo existencial están dentro del rango normal de otros riesgos contra los que la gente de hecho trata de precaverse, por ejemplo, al usar un cinturón de seguridad en el automóvil. La participación en las elecciones también constituye un ejemplo corriente de acción individual con pocas probabilidades de obtener un efecto deseado.